# Alergija na hromate
Alergija na hromat је ekcematozna reakcija na koži osoba koje dolaze u direktan kontaktsa  hromatskim jedinjenjima npr. cementom, kožom, nekim tipovima hromatskih boja, nekim vrstama šibica, proizvodima koji se koriste za antikorozivnu zaštitu, ili prekomernim unosom dijetetskih proizvoda bogatih hromatima. 
Promene najčešće mogu biti, po tipu kontaktnog dermatitisa,  lokalizovane na koži ekstremitetima, ali i generalizovane po koži celog tela, npr. kod osoba koje su bile u kontaktu sa cementom i/ili cementnom prašinom. Alergija na hrom nije retka bolest u kliničkoj praksi, jer jednom senzibilisan osoba, reaguje ekcemom na hrom još mnogo godina, često i doživotno, po tipu   hronični ponavljajuće reakcije, posebno po tipu vezikularnog ekcema ruku.
Zbog činjenice da je hrom prisutan u mnogim prehrambenim proizvodima, praviln om dijetalnom ishranom mogu se smanjiti zaliha hroma manjim dnevnim ukupnim unosa hroma hranom. To može pomoći u kontroli dermatitisa (alergije) izazvanog hroma, ali kako je hrom esencijalni element potreban za normalan metabolizam ugljenih hidrata i masti, treba imati u vidu i moguće probleme izazvane nedostatkom hroma u organizmu.

## Terminologija
Pošto metalni hrom obično ne proizvodi osetljivost, odnosno alergijsku reakciju, termin alergija na hromat se obično koristi umesto termina alergija na hrom.

## Epidemiologija
Alergijski kontaktni dermatitis izazvan hromatima nije neuobičajen u kliničkoj praksi i stopa učestalosti globalnom nivou je oko 6%, prema različitim studijama. Kada se jednom razvije, osetljivost na hromate ona ima tendenciju da traje duže vreme, a stepen i obrazac alergije na hromate varira od pacijenta do pacijenta.

## Etiopatogeneza
Hrom je četvrti najčešći element u Zemljinoj kori. Rasprostranjen je u zemlji, vodi, vazduhu i biosferi. Prvi put ga je 1797. godine otkrio hemičar u Francuskoj po imenu Louis-Nicolas Vaquelin. Hrom ima atomsku težinu od 51.996, a atomski broj je 24. Težak je metal gustine 7.2 i visoke tačke topljenja oko 1.860°C. To je jedan od prelaznih metala i javlja se u devet različitih oksidacionih stanja, od −2 do +6. 
Klinički su značajni samo trovalentni (III) i heksavalentni (VI) oblici, odnosno hromat pošto metalni hrom obično ne proizvodi osetljivost, ili alergijsku reakciju.

### Metabolizam hroma u ljudskom telu
Mehanizam apsorpcije i metabolizma hroma još uvek nije sasvim izučen. Apsorpcija hroma iz intestinalnog trakta je niska, u rasponu od < 0,4 do 2,5% unete količine. Ukupni unos je obrnuto proporcionalan količini hroma u hrani.
Jednom apsorbovan iz gastrointestinalnog trakta hrom dospeva u krv, vezan za transferin. Deo hroma se takođe vezuje i za albumin i na kraju se distribuira u različita tkiva organizma.  Procenjuje se da odraslo ljudsko telo sadrži ukupno 4-6 mg hroma, uglavnog deponovanog u bubrezima, slezeni i testisima. Nivo tkivnog hroma se smanjuje s godinama. Izlučivanje hroma se odvija uglavnom kroz urin i malo preko fecesa.

## Klinička slika
Alergijska reakcija može biti povezana sa mestom kontakta ili kožne promene mogu biti raširene, sa eflorescencijama sa ili bez pregiba na savijanje. Najćešće, lezija kože može ličiti na nummularni ekcem, dok se kod nekih slučajeva promene mogu pojaviti u obliku atopijskog ekcema.
Jedna od karakterističnih manifestacija hromatne alergije je hronična, rekurentna, vezikularna vrsta ekcema šake. Takav ekcem na rukama se sve više širi kada pacijenti uzimaju hranu sa visokim sadržajem hromata, ili kada se namerno izazovu oralnim unosom kalijum dihromata.

## Terapija
Ukoliko se radi o blagom osipu kratkotrajna primena kreme sa kortikosteroidom ili imunomodulatorom je najčešće dovoljna da sanira promene.,
U slučaju izraženog svraba neophodan je i primena antihistaminika, ili kod snažne reakciji sa promenama po celom telu,sistemska imunomodulatorna terapija (kortikosteroidi, fotohemoterapija, i dr.) 
Ukoliko su ekcematozne promene na koži praćene sekundarnom infekcijom, neophodna je primena antibiotika.

## Spoljašnje veze
- Chrome allergy

|  | Molimo Vas, obratite pažnju na važno upozorenje u vezi sa temama iz oblasti medicine (zdravlja). |